# 프레월드컵
프레월드컵은 1994년 FIFA 월드컵의 개최국인 미국과 1998년 FIFA 월드컵의 개최국인 프랑스가 각각 1993년과 1997년에 대회 준비 상태 등을 홍보할 목적으로 3개의 축구 강팀들을 초청하여 미리 개최한 소규모 축구 대회이다. 1993년 대회는 US컵 축구대회를 겸해서 치러졌다.
2002년 FIFA 월드컵의 공동개최국인 대한민국과 일본에서 2001년 FIFA 컨페더레이션스컵이 개최된 것을 시작으로 현재는 FIFA 컨페더레이션스컵이 프레월드컵의 역할을 하게 됨으로써 별도의 프레월드컵이 개최되지는 않고 있다.

## 대회 결과
두 차례 모두 라운드 로빈 방식으로 최종 순위가 결정되었다.
| 연도        | 대회명                |                            | 우승                       | 준우승                     | 3위                        | 4위 |
| 1993년      | 1993 U.S. Cup         | 독일                       | 브라질                     | 미국                       | 잉글랜드                   |     |
| 1997년      | Tournoi de France     | 잉글랜드                   | 브라질                     | 프랑스                     | 이탈리아                   |     |
| 2001년 이후 | FIFA 컨페더레이션스컵 | FIFA 컨페더레이션스컵 참조 | FIFA 컨페더레이션스컵 참조 | FIFA 컨페더레이션스컵 참조 | FIFA 컨페더레이션스컵 참조 |     |

### 각 팀별 성적
개최국인 미국과 프랑스를 제외하고, 브라질과 잉글랜드는 두 번 참가하였고 독일과 이탈리아는 한 번 참가하였다.
| 팀       | 1993년 | 1997년 | 합계 | 통산 전적 | 통산 전적 | 통산 전적 | 통산 전적 | 통산 전적 | 통산 전적 | 통산 전적 | 통산 전적 |
| 팀       | 1993년 | 1997년 | 합계 | 경기      | 승        | 무        | 패        | 득점      | 실점      | 득실      | 승점      |
| -------- | ------ | ------ | ---- | --------- | --------- | --------- | --------- | --------- | --------- | --------- | --------- |
| 브라질   | 준우승 | 준우승 | 2    | 6         | 2         | 4         | 0         | 11        | 8         | +3        | 9         |
| 독일     | 우승   | 불참   | 1    | 3         | 2         | 1         | 0         | 9         | 7         | +2        | 5         |
| 잉글랜드 | 4위    | 우승   | 2    | 6         | 2         | 1         | 3         | 5         | 6         | -1        | 7         |
| 미국     | 3위    | 불참   | 1    | 3         | 1         | 0         | 2         | 5         | 6         | -1        | 2         |
| 프랑스   | 불참   | 3위    | 1    | 3         | 0         | 2         | 1         | 3         | 4         | -1        | 2         |
| 이탈리아 | 불참   | 4위    | 1    | 3         | 0         | 2         | 1         | 5         | 7         | -2        | 2         |
| 합계     | 4      | 4      | 8    | 12경기    | 12경기    | 12경기    | 12경기    | 38득점    | 38득점    | 38득점    | 38득점    |

- 1993년 대회에서는 1승당 승점이 2점, 1997년 대회에서는 1승당 승점이 3점이었다.